# 巴格雷縣
巴格雷縣（Bagré Department） 為布吉納法索中東大區布爾古省轄下的縣。巴格雷鎮（Bagré Town）為該縣的首府。1996年人口普查中該縣人口有39,876人。

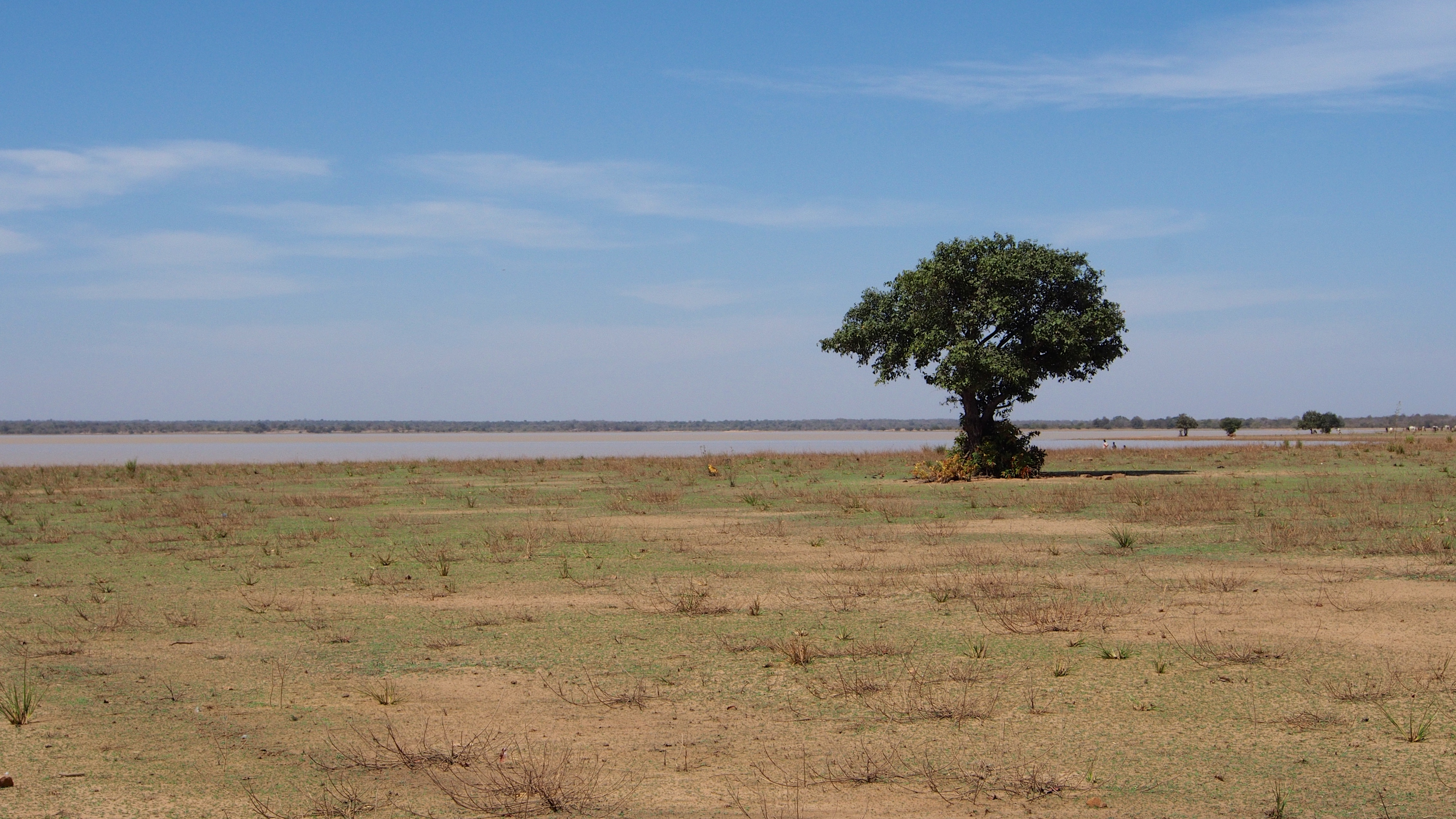
巴格雷的湖泊
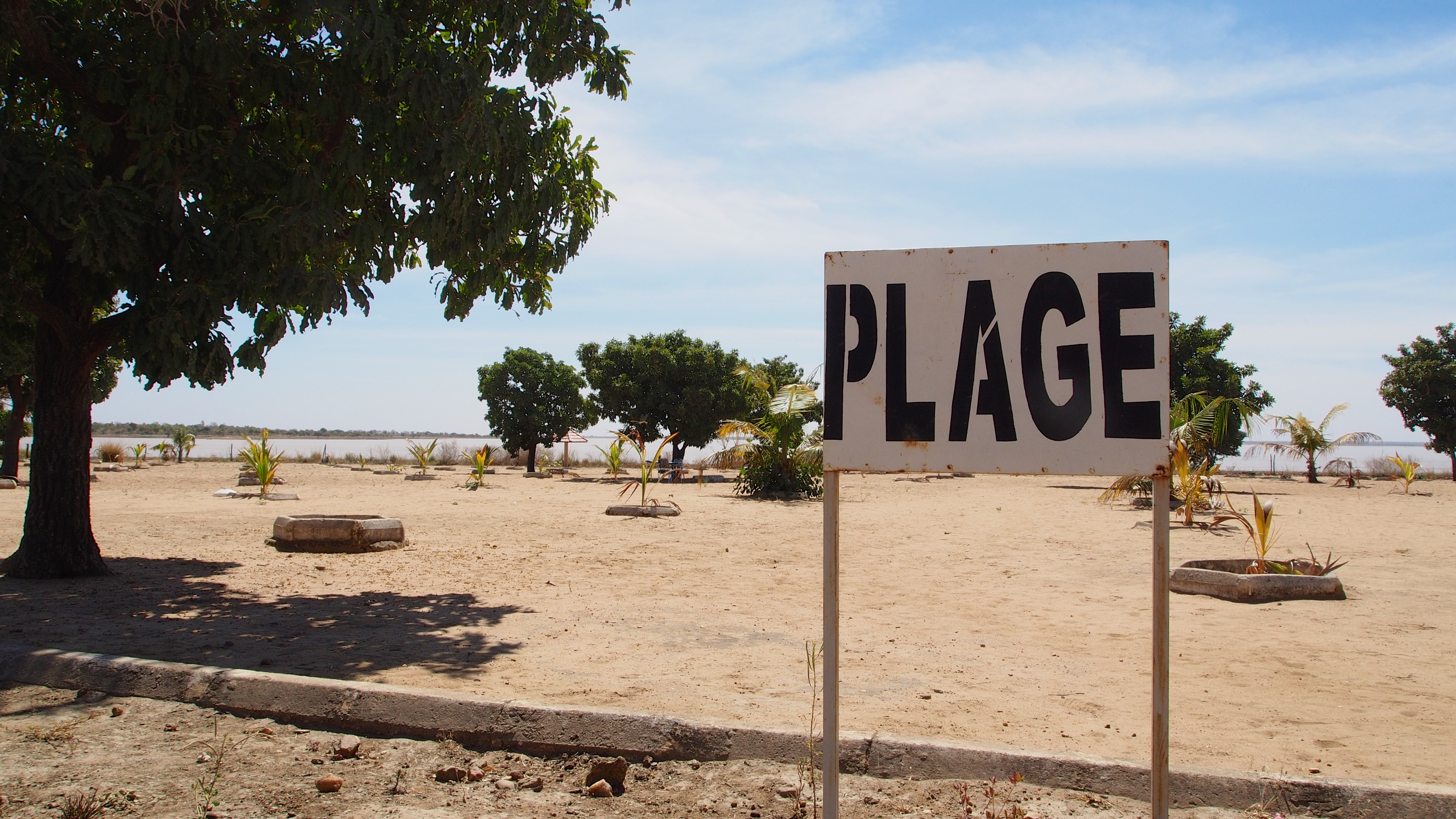
巴格雷的海灘
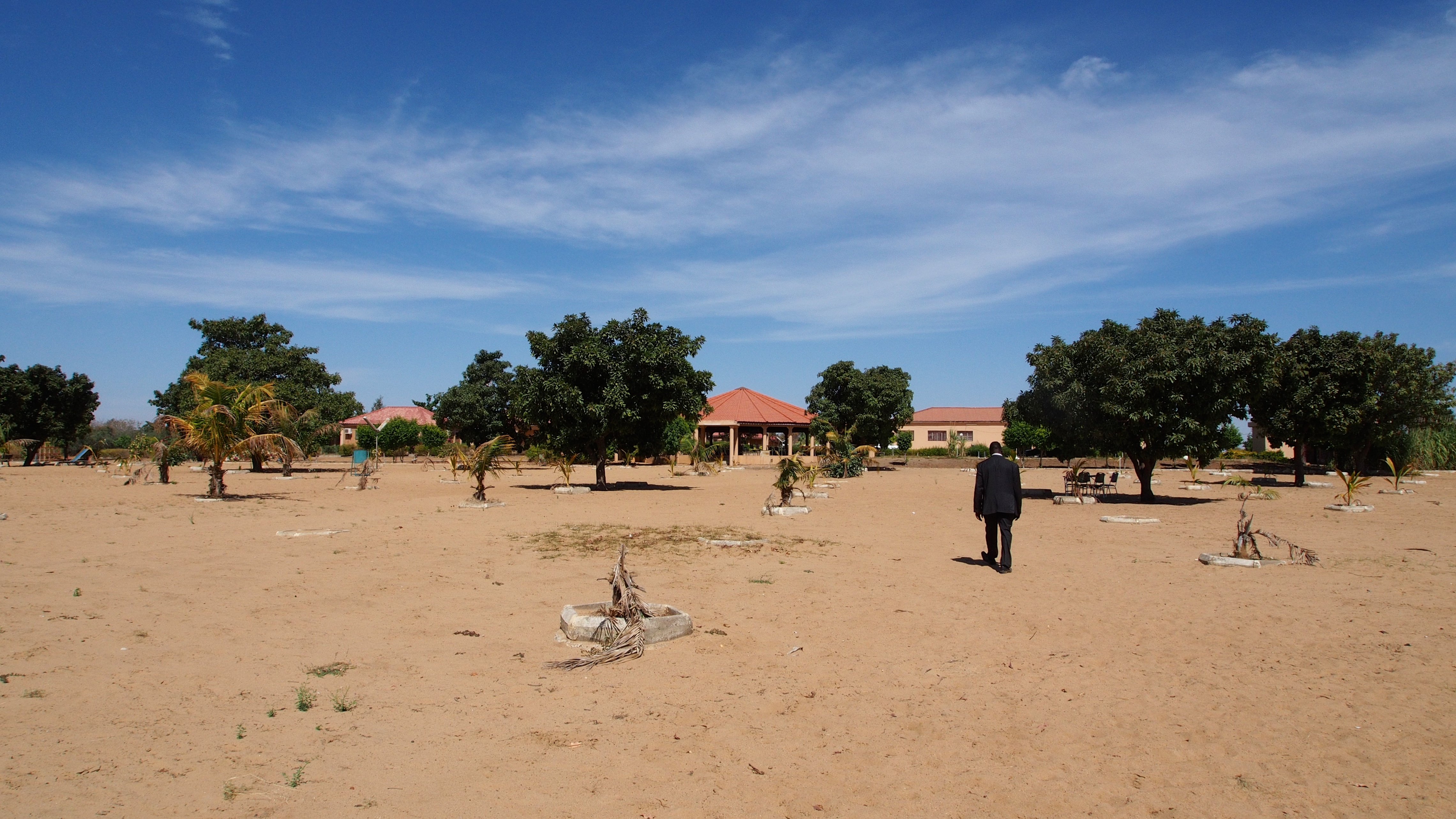
巴格雷的旅遊中心以及小屋